# شریل آن کرفلد
شریل آن کرفلد یک مهندس زیستی آمریکایی است که عنوان استاد ممتاز هانا را در دانشگاه ایالتی میشیگان دارد. او در آزمایشگاه ملی لارنس برکلی نیز به‌طور مشترک مشغول به فعالیت است. پژوهش‌های او بر بیوانفورماتیک، تصویربرداری سلولی و زیست‌شناسی ساختاری تمرکز دارد.

## تحصیلات
کرفلد در دانشگاه مینه‌سوتا در رشته‌های زیست‌شناسی و ادبیات انگلیسی تحصیل کرد و در سال ۱۹۸۳ با رتبهٔ ممتاز و با افتخار و دریافت جایزهٔ کاپیتان جِنینگز دی‌ویت پین برای برتری در مطالعات ادبی، فارغ‌التحصیل شد. در زمانی که پژوهشگر جوانی در گروه میکروبیولوژی دانشگاه مینه‌سوتا بود، از طریق «برنامهٔ پژوهشگران رژی» مدرک کارشناسی ارشد خود را در رشتهٔ ادبیات انگلیسی دریافت کرد. کرفلد مدرک دکترای تخصصی خود را در رشتهٔ زیست‌شناسی از دانشگاه کالیفرنیا، لس‌آنجلس دریافت کرد و بر مجموعه برداشت نور در باکتری‌های سولفور بنفش تمرکز داشت. پس از اتمام دورهٔ دکتری، او موفق به دریافت فلوشیپ پسادکتری از بنیاد ملی علوم (NSF) شد و پژوهش خود را در گروه بیوشیمی دانشگاه کالیفرنیا، لس‌آنجلس ادامه داد.

## حرفه
پس از پایان دورهٔ دکترا، کرفلد برنامهٔ آموزشی در مقطع کارشناسی طراحی کرد که تجربهٔ پژوهشی را در بر می‌گرفت، از جمله «ابتکار پژوهشی ژنومیک برای دانشجویان کارشناسی». در سال ۲۰۰۷، کرفلد به مؤسسهٔ مشترک ژنوم وزارت انرژی ایالات متحده پیوست، جایی که روی توسعهٔ یک بستر مبتنی بر وب برای پیاده‌سازی بیوانفورماتیک در دوره‌ها و پروژه‌های پژوهشی کارشناسی کار کرد. تلاش‌های او در این زمینه در سال ۲۰۱۱ با دریافت جایزهٔ جایزه برای مشارکت‌های برجسته در آموزش از سوی انجمن بیوشیمی و زیست‌شناسی مولکولی آمریکا مورد تقدیر قرار گرفت.
در حالی که تمرکز اصلی او بر آموزش بیوانفورماتیک در مؤسسهٔ مشترک ژنوم وزارت انرژی ایالات متحده بود، کرفلد به عنوان استاد وابسته در گروه زیست‌شناسی گیاهی و میکروبی دانشگاه کالیفرنیا، برکلی نیز فعالیت می‌کرد و هم‌زمان برنامهٔ پژوهشی خود را در زمینهٔ میکروکامپارتمنت‌های باکتریایی و پروتئین‌های کاروتنوئیدی توسعه می‌داد. او همچنین هدایت نخستین پروژهٔ بزرگ توالی‌یابی ژنومی در مقیاس وسیع برای شاخهٔ سایانوباکتریا را بر عهده داشت که با همکاری مؤسسهٔ مشترک ژنوم وزارت انرژی ایالات متحده و مجموعه فرهنگ پاستور پاریس انجام شد.
در سال ۲۰۱۳، کرفلد تمرکز خود را به‌طور کامل بر پژوهش معطوف کرد و به عنوان استاد ممتاز مهندسی زیستی سازه‌ای در دانشگاه ایالتی میشیگان منصوب شد، در حالی که آزمایشگاهش را در برکلی حفظ کرد و در بخش‌های زیست‌فیزیک مولکولی و تصویربرداری یکپارچه و ژنومیک زیست‌محیطی و زیست‌شناسی سامانه‌ای در آزمایشگاه ملی لارنس برکلی نیز مشغول به فعالیت باقی ماند. پژوهش‌های او عمدتاً بر دو حوزهٔ اصلی متمرکز بوده‌اند: میکروکامپارتمنت‌های باکتریایی، که اندامک‌های متابولیک در باکتری‌ها هستند، و ساختار و عملکرد پروتئین‌های پیوندی کاروتنوئید که در فرایند محافظت نوری در سیانوباکتری‌ها نقش دارند. در دانشگاه ایالتی میشیگان، کرفلد یکی از سه بخش برنامه‌ای آزمایشگاه پژوهش گیاه دانشگاه ایالتی میشیگان - وزارت انرژی ایالات متحده را هدایت می‌کند. در سال ۲۰۱۹، کرفلد رهبری برنامهٔ پژوهشی بنیاد ملی علوم ایالات متحده را بر عهده گرفت که هدف آن مهندسی یک سلول مصنوعی بدون لیپید است. از سال ۲۰۲۲، کرفلد رهبری مرکز پژوهشی پیشگام در انرژی وزارت انرژی ایالات متحده را بر عهده دارد، که مرکز کاتالیز در محصورسازی بیومیمتیک نام دارد و یک همکاری بین دانشمندان دانشگاه ایالتی میشیگان، آزمایشگاه ملی آرگون و آزمایشگاه ملی برکلی است.
در طول دوران فعالیت دانشگاهی خود، کرفلد همواره علاقه‌مندی جدی خود را به هنر و علوم انسانی حفظ کرده است. او نقدهایی دربارهٔ کتاب‌ها و آثار هنری برای روزنامه‌های «مینه‌سوتا دیلی»، «ال‌ای ویلیج ویو»، «سان دیگو یونیون تریبیون»، «سان فرانسیسکو کرانیکل» و همچنین برای یکی از نشریات علمی زیست‌شناسی نوشته است؛ از جمله: «تجسم فیزیک» و «زمانی که هنر، علم و فرهنگ در هم می‌آمیزند». او همچنین با هنرمندان، آموزگاران هنر و فیلسوفان همکاری می‌کند.